# HC Dunărea Brăila (női kézilabda)
A HC Dunărea Brăila (vagy egyszerűen csak Brăila) egy román női kézilabdacsapat, melynek székhelye Brăila városában van. A román élvonalban, vagyis a Liga Națională-ban játszanak.

## A csapat
A 2024-2025-ös szezon játékoskerete:
| Kapusok - 01 Elena Şerban - 44 Kira Trusova - 74 Ana Maria Cristea - 96 Alexandra Prodan Balszélsők - 40 Daria Michalak - 77 Mariam Nadia Mohamed - 89 Corina Lupei Jobbszélsők - 08 Simone Böhme - 22 Beatrice Raicea - 55 Oana Borș Beállók - 13 Nicoleta Balog - 17 Katarina Ježić - 21 Mirabela Coteț - 24 Meike Schmelzer - 35 Liliana Venâncio | Balátlövők - 19 Maria Kanaval - 28 Diana Lixăndroiu Irányítók - 10 Dejana Milosavljević - 70 Andreea Popa - 71 Kristina Liščević (c) Jobbátlövők - 48 Sára Kovářová - 99 Mireya González |

### Átigazolások
A 2024-2025-ös szezont megelőzően:
| Érkezők - Alexandra Prodan (a Cluj-Napoca csapatától) - Oana Borș (a CS Minaur Baia Mare csapatától) - Mirabela Coteț (a CSM Targu Jiu csapatától) - Diana Lixăndroiu (a CSM Slatina csapatától) - Dejana Milosavljević (az SCM Craiova csapatától) - Sára Kovářová (az MKS Lublin csapatától) - Daria Michalak (a Pogoń Baltica Szczecin csapatától) - Simone Böhme (az Ikast Håndbold csapatától) | Távozók - Larissa Araújo (a Corona Brașov csapatához) - Jéssica Quintino (a CS Minaur Baia Mare csapatához) - Francielle da Rocha (az SCM Craiova csapatához) - Karoline de Souza (a CSM Iași csapatához) - Alexandra Severin (a CSM Iași csapatához) - Paula Vișan-Teodorescu (visszavonult) - Aneta Udriştioiu (visszavonult) - Cătălina Pisică (visszavonult) - Jelena Lavko (a Corona Brașov csapatához) |

## Korábbi játékosok
- Alexandra Severin
- Amalia Terciu
- Ana-Elena Caraman
- Andreea Sandu
- Aneta Udriştioiu
- Cătălina Pisică
- Eliza Buceschi
- Mirabela Coteț
- Paula Vișan-Teodorescu
- Ştefania Epureanu
- Jelena Lavko
- Jovana Sazdovska
- Marija Shteriova
- Josipa Mamić
- Amanda Kurtović
- Sabina Jacobsen
- Ana Paula Rodrigues-Belo
- Francielle da Rocha
- Jéssica Quintino
- Karoline de Souza
- Larissa Araújo
- Mayssa Pessoa
- Samara Vieira
- Tamires Morena Lima